# Lažany (ort i Tjeckien, Liberec)
Lažany är en ort i Tjeckien.   Den ligger i regionen Liberec, i den centrala delen av landet, 70 km nordost om huvudstaden Prag. Lažany ligger 336 meter över havet och antalet invånare är 219.
Terrängen runt Lažany är platt åt sydväst, men åt nordost är den kuperad. Terrängen runt Lažany sluttar västerut. Runt Lažany är det ganska glesbefolkat, med 23 invånare per kvadratkilometer. Närmaste större samhälle är Jičín, 15,2 km sydost om Lažany. Trakten runt Lažany består till största delen av jordbruksmark.